# Campeonato de Wimbledon 1881
La edición 5.º del Campeonato de Wimbledon se celebró entre el 2 de julio y el 13 de julio de 1881 en las pistas del All England Lawn Tennis and Croquet Club de Wimbledon, Londres, Inglaterra.
El cuadro individual masculino lo iniciaron 24 jugadores.

## Hechos destacados
En la competición individual masculina se impuso el británico William Renshaw logrando el primer título que obtendría en el torneo al imponerse en la final al británico John Hartley.

## Palmarés
| Seniors              | Vencedor        | Resultado     | Finalista    | Finalista |
| -------------------- | --------------- | ------------- | ------------ | --------- |
| Individual masculino | William Renshaw | 6–0, 6–1, 6–1 | John Hartley |           |

## Cuadros Finales

### Torneo individual masculino
| Predecesor: 1880 | Campeonato de Wimbledon 1881 | Sucesor: 1882                                       |
| Predecesor: -    | Grand Slam 1881              | Sucesor: Campeonato nacional de Estados Unidos 1881 |

- Datos: Q2296335